# Langer See (sjö i Österrike)
Langer See är en sjö i Österrike.   Den ligger i förbundslandet Tyrolen, i den västra delen av landet, 300 km väster om huvudstaden Wien. Langer See ligger 2 235 meter över havet.
Trakten runt Langer See består i huvudsak av gräsmarker. Runt Langer See är det ganska glesbefolkat, med 42 invånare per kvadratkilometer.